# Mossavattnen (Nätra socken, Ångermanland, 700401-163428)
Mossavattnen är en sjö i Örnsköldsviks kommun i Ångermanland och ingår i Nätraån-Ångermanälvens kustområde. Mossavattnen ligger i Skuleskogen Natura 2000-område.